# Nikita Sergejewitsch Goilo
Nikita Sergejewitsch Goilo (russisch Никита Сергеевич Гойло; * 10. August 1998 in Sankt Petersburg) ist ein russischer Fußballtorwart.

## Karriere

### Verein
Goilo begann seine Karriere bei Zenit St. Petersburg. Im September 2016 stand er erstmals im Kader der Zweitligamannschaft von Zenit. Im April 2017 stand er gegen Rubin Kasan auch erstmals im Kader der Profis von Zenit, kam allerdings nicht zum Einsatz. Im Juli 2018 debütierte er schließlich für die zweite Mannschaft von Zenit in der Perwenstwo FNL. In der Saison 2018/19 absolvierte er insgesamt zwölf Partien in der zweiten Liga. Mit Zenit-2 stieg er zu Saisonende in die Perwenstwo PFL ab. In dieser absolvierte er in der Saison 2019/20 bis zum COVID-bedingten Saisonabbruch 13 Spiele.
Zur Saison 2020/21 wurde Goilo an den Zweitligisten Akron Toljatti verliehen. In der Saison 2020/21 kam er zu 13 Einsätzen in Toljatti. In der Saison 2021/22 hütete er bis zur Winterpause fünfmal das Tor Akrons. Im Januar 2022 wurde die Leihe vorzeitig beendet. Daraufhin wurde er im Februar 2022 an den Erstligisten FK Nischni Nowgorod weiterverliehen. Dort gab er im Mai 2022 gegen Arsenal Tula sein Debüt in der Premjer-Liga. Bis zum Ende der Saison 2021/22 absolvierte er vier Spiele. In der Saison 2022/23 absolvierte er elf Spiele.
Nach der eineinhalbjährigen Leihe wurde er von Nischni Nowgorod fest verpflichtet, allerdings im Mai 2023 direkt wieder von Zenit zurückgekauft. Ende Juli 2023 wurde er dann an den Ligakonkurrenten FK Sotschi verliehen. Für Sotschi stand er sechsmal in der Premjer-Liga im Tor, aus der er mit dem Team am Ende der Saison 2023/24 aber abstieg. Nach einer kurzen Rückkehr zu Zenit wurde er im August 2024 an Dynamo Machatschkala weiterverliehen.

### Nationalmannschaft
Goilo spielte im Juni 2016 dreimal für die russische U-18-Auswahl. Zwischen September 2018 bis Juni 2019 kam er dreimal für die U-20-Mannschaft zum Einsatz.